# Vietnamese hereniging

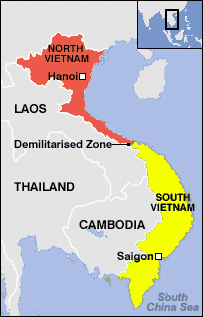
Noord-Vietnam in het rood, Zuid-Vietnam in het geel.

De Vietnamese hereniging was de hereniging van Noord-Vietnam en Zuid-Vietnam op 2 juli 1976 tot de Socialistische Republiek Vietnam.

## Gebeurtenissen
In 1954 werden de Akkoorden van Genève gesloten. Hierbij werd de regering van Hồ internationaal erkend. Vietnam werd officieel opgesplitst in de Democratische Republiek Vietnam (Noord-Vietnam) in het noorden en de Republiek Vietnam (Zuid-Vietnam) in het zuiden. De grens tussen deze twee landen was de gedemilitariseerde zone ter hoogte van de 17e breedtegraad.
Nadat de Vietnamoorlog in 1975 was afgelopen in het voordeel van de communisten, werd besloten om beide Vietnams te herenigen tot één staat.
| Vlag | Gebied                                          | Hoofdstad                | Inwoners*  | Oppervlakte (km²) | Munteenheid           | Telefoon |
| ---- | ----------------------------------------------- | ------------------------ | ---------- | ----------------- | --------------------- | -------- |
|      | Democratische Republiek Vietnam (Noord-Vietnam) | Hanoi                    | 23.800.000 | 157.880           | Noord-Vietnamese dong | 84       |
|      | Republiek Vietnam (Zuid-Vietnam)                | Ho Chi Minhstad (Saigon) | 19.582.000 | 173.809           | Zuid-Vietnamese dong  |          |
|      | Socialistische Republiek Vietnam                | Hanoi                    | 43.382.000 | 331.689           | Vietnamese dong       | 84       |

- Inwoneraantal dateert uit het jaar 1976